# Karl Kindt
Karl Kindt (* 21. Februar 1901 in Rostock; † Anfang April 1959) war ein deutscher Philosoph, evangelischer Theologe und Pädagoge.

## Leben und Werk
Nach dem Abitur 1920 studierte Kindt evangelische Theologie, Philosophie und Germanistik in  Rostock, Berlin und Leipzig. 1920 trat er dem Rostocker und 1921 dem Berliner Wingolf bei. 1924 wurde er mit Die Poetik von Karl Philipp Moritz promoviert. 1926 und 1928 legte er die erste und zweite Dienstprüfung für das Lehramt an Gymnasien ab. An einem Gymnasium in Schwerin arbeitete er bis 1940 als Studienrat.
Von Oktober 1941 an war Kindt Wehrmachtssoldat an der Ostfront im Dienstgrad eines Obergefreiten. Er geriet in sowjetische Kriegsgefangenschaft, wo er im seelsorglichen Einsatz an Mitgefangenen tätig war. Unter polnischer Herrschaft wurde ihm dieser Dienst untersagt. Unter extremen Bedingungen musste er in Beuthen im Tagebau einer Kohlengrube arbeiten. Anfang 1946 konnte Kindt heimkehren.
Nach seiner Rückkehr hielt Kindt im Auftrag der mecklenburgischen Kirche katechetische Kurse ab. 1954 wurde er in Heidelberg zum Leiter des Pädagogischen Instituts (heute: Pädagogische Hochschule) ernannt. Daneben hatte er von 1948 bis 1952 Lehraufträge an der Ruprecht-Karls-Universität Heidelberg inne, zuerst zu Grenzgebieten zwischen Philosophie und Theologie, dann für das Fach Neuere Theologie- und Geistesgeschichte.
Einen Schwerpunkt seines geistesgeschichtlichen Forschens bildete Gottfried Wilhelm Leibniz.
Kindt war seit 1928 verheiratet. Die Ehe blieb kinderlos. 1959 starb Kindt infolge eines Herzinfarkts.

## Buchautor
Karl Kindt verfasste mehrere Bücher, darunter Klopstock, das 1941 in erster Auflage im Berliner Wichern-Verlag erschien. Pfarrer Hans Dannenbaum hatte dieses Buch Dietrich Bonhoeffer als Zellenlektüre in Berlin-Tegel geliehen.
1947 legte Kindt eine mit Einleitung und Erläuterungen versehene deutsche Übersetzung von Leibniz’ Essay „Causa Dei Asserta per Iustitiam Eius“ [Verfechtung der Rechtssache Gottes aufgrund seiner Gerechtigkeit] (Amsterdam 1710) vor (Plädoyer für Gottes Gottheit. G. W. Leibniz „Causa Dei“, neu übersetzt, eingeleitet und erläutert, Berlin-Spandau: Wichern-Verlag Herbert Renner KG, 1947).

## Weitere Schriften (Auswahl)
- Gesetz des Zufalls. Berlin 1933.
- Geisteskampf um Christus. Weckrufe an das deutsche Gewissen. Berlin 1938.
- Luthers Kampf gegen das Judentum. In: Die Neue Literatur, Bd. 40 (1939), S. 71–77.
- Die Magd. Eine biblische Novelle. Berlin 1947.
- Der Spieler Gottes. Shakespeares Hamlet als christliches Welttheater. Berlin 1949.
- Gottes Gang durch die Geschichte. Blicke in Gottes Geschichtswalten auf Grund der Heiligen Schrift. Berlin 1949.
- Vorschule christlicher Philosophie. Hamburg 1951.

Als Herausgeber
- Von Kampf und Trost der gläubigen Christenheit. Geistliche Betrachtungen von Johann Gerhard. Erlangen 1937.
- Martin Luther: Trostbüchlein für Mühselige und Beladene. Göttingen 1938.
- Platon-Brevier. Dessau/Leipzig 1940.
- Märchen und Mythen Ovids. Berlin 1949.
- Aufruf an die bedrohte Christenheit. Aus Luthers Türkenschriften. Hamburg 1951.
- John Brinckman: Der Generalreeder, Berlin 1952.